# Popper Dávid
Popper Dávid vagy David Popper (Prága, 1843. június 18. – Baden bei Wien, 1913. augusztus 7.) cseh gordonkaművész, zeneszerző, Popper Leó édesapja.

## Élete

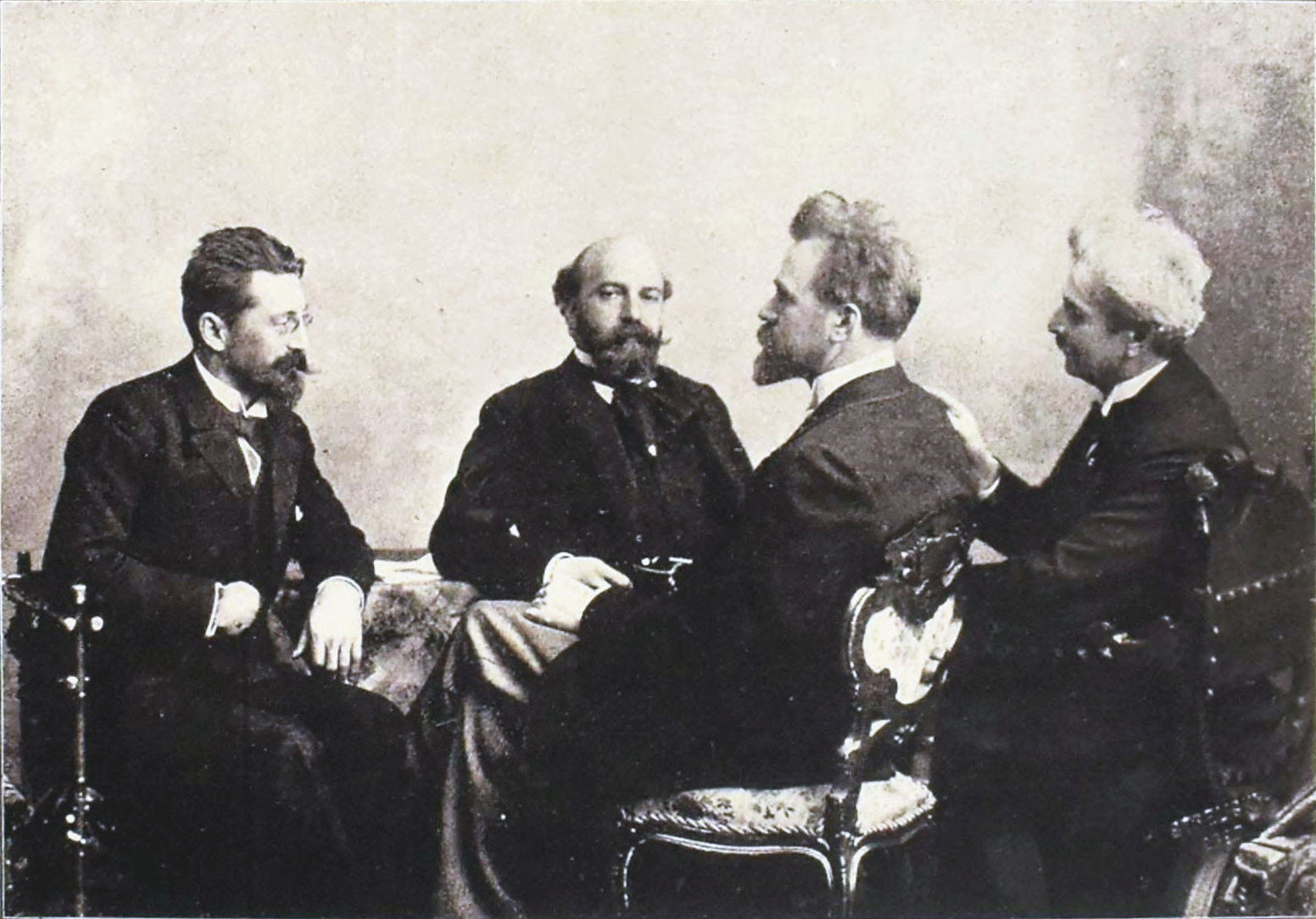
A Hubay-Popper vonósnégyes 1898-ban

David Popper, Anselmus v. Angelus Popper prágai kántor és Esther Kisch fia, a prágai konzervatóriumban nyerte zenei képzését, gordonkát Julius Goltermann alatt tanult. Fiatal művészként Hans von Bülow kíséretével hangversenyezett. 1863-tól nagyobb koncertkörutat tett Európa nagyvárosaiban, és jeles sikereket aratott Németföldön, Svájcban, Magyarországon (1867-ben),  Hollandiában és Angliában. Bülow ajánlására Friedrich Wilhelm Konstantin von Hohenzollern herceg löwenburgi kamarazenekarának tagja lett.
Bécsben 1867-ben debütált; 1868-tól 1873-ig a bécsi udvari opera zenekarában működött mint első gordonkaművész és koncertmester, emellett a Hellmesberger Vonósnégyes tagja volt. Erre az időszakra (1872) esett első házassága is Sophie Menterrel, Liszt Ferenc tanítványával. Miután a bécsi operától megvált, 1873-tól közös koncertturnékon vett részt feleségével (többek között Magyarországon 1875-ben és 1877-ben), azonban 1886-ban elváltak. Az 1880-as évek második feléig Európa-szerte utazott, élt Londonban, Párizsban, Szentpétervárott, Bécsben és Berlinben; az egész kontinensen fényes sikereket aratott kimagasló művészetével. 1882-ben Émile Sauret francia hegedűművésszel Spanyolországban és Portugáliában turnézott.
1886-ban  hívták meg a Magyar Királyi Zeneakadémiára, a gordonka és vonósnégyes tanszak tanárának. Tanította és pártfogásába vette Schiffer Adolfot. Hubay Jenővel világhírű vonósnégyest alapított, amely évtizedeken át meghatározó jelentőségű volt a magyar koncertéletben. Brahms-hangversenyeiken éveken át a zeneszerző is személyesen közreműködött. 1896-ban együtt mutatták be Brahms c-moll trióját. Brahms neki ajánlotta szonátáját, ezt a szerzővel közösen mutatták be Budapesten. Emellett különböző kamaraegyüttesekben is szerepelt mint szólista; később a Zeneakadémia karmestereként is.
Popper Dávid mint komponista is kiváló helyet foglalt el a zenevilágban. Közel hetvenöt gordonkadarabot írt, számos keresett és közkedvelt gordonka-versenydarabot szerzett, emellett más műveket is komponált egyéb hangszerekre. Pedagógiai művei, karakter- és szalondarabjai, átiratai a gordonkairodalom remekei.

## Főbb művei

### Gordonkaversenyek
- d-moll, Op. 8,
- e-moll, Op. 24
- G-dúr, Op. 59,
- h-moll, Op. 72

### Duók
- Elfentanz, Op. 39
- Zweite Tarantella, Op. 57

### Fantáziák
- Fantasie über kleinrussische Lieder, Op. 43

### Dalok
- Fonódal, op. 55 Nr. 1
- Wie einst in schöner'n Tagen, Op. 64 Nr. 1
- Wiegenlied, Op. 64 Nr. 3

### Noktürnök
- Nocturne Nr. 3, Op. 42

### Rapszódiák
- Ungarische Rhapsodie, Op. 68

### Szerenádok
- Sérénade, Op. 54 Nr. 2

### Szvitek
- Im Walde, op. 50

### Táncok
- Gavotte, Op. 76 No. 2
- Mazurka, Op. 11, No. 3
- Gnomentanz, Op. 50, No.2
- Gavotte, Op. 23

### Zenekari művek
- Rekviem, Op. 66
- Szvit, Op. 16
- Caprice, Suite de 2 morceaux originaux, Op. 74

### Karakter- és szalondarabok gordonkára és zongorára
- Polonaise de concert Op.14
- Sérénade orientale Op. 18
- Tarentelle Op. 33
- Spinnlied Op. 55/1
- Ungarische Rhapsodie Op. 68.

### Kadenciák gordonkaversenyekhez
- Joseph Haydn, Camille Saint-Saëns, Volkmann, Schumann, Molique műveihez

### Átiratok gordonkára és zongorára
- Chopin, Csajkovszkij, Pergolesi, Schubert, Schumann műveiből

## Pedagógiai művek
- Hohe Schule des Violoncell-Spiels, Op. 73
- Zehn mittelschwere grosse Etüden für Violoncell, Op. 76

## Emlékversenyek
- David Popper International Cello Competition, Várpalota, 2000 óta (www.popper-cello-competition.com)
- Eva Janzer Memorial Popper Cello Competition, Indiana, USA, 1997-ben.

### Nekrológok
- Deák István (1913. szeptember 16.). „Popper Dávid”. A Zene.
- Járosy D. (1913. szeptember 15.). „Popper Dávid”. Zeneközlöny.
- Ász Dezső (1913. szeptember 16.). „Popper Dávid”. Nyugat VI (18).
- Hubay Jenő (1913. szeptember 15.). „Popper Dávid”. Zeneközlöny.